# Batrina
Batrina is een plaats in de gemeente Nova Kapela in de Kroatische provincie Brod-Posavina. De plaats telt 1096 inwoners (2001).